# 5G
5G (femte generations mobilnetværk eller femte generations trådløse netværk) er en terminologi som benyttes i nogle forskningspapirer og projekter til at betegne den næste betydelige fase indenfor mobile kommunikationsstandarder, efter de nuværende 4G-standarder. 5G kaldes også for efter 2020's mobile kommunikationsteknologier. 5G beskriver ingen bestemte specifikationer, som benyttes i nogle officielle standarder, som er publiceret af telekommunikations-standardiseringsorganer.

## Historie
12. maj 2013 meddelte Samsung Electronics at de havde udviklet verdens første "5G" system. Kerneteknologien har en maksimum hastighed på 10 Gbps (gigabit per sekund). I testen blev sendt data med 1,056 Gbit/s (1.056 Mbit/s) over en distance på op til 2 kilometer.

## Danmark
I februar 2019 udgav Energistyrelsen "5G-handlingsplan for Danmark", samt et faktaark, i PDF, der kan fås online.
Det nye 5G-netværk kommer fra marts 2019 til at spille en særlig rolle på OUH, hvor en robot på 5G-net skal transportere blodprøver rundt. Det kan spare personalet for flere timers transport om dagen.
Danmark vil i 2019 få sin første livetest af 5G. Det vil ske i samarbejde med Nokia, på Telenors og Telias fælles mobilnetværk.

## Stråling
Radioudstyr skal altid være konstrueret med udgangspunkt i menneskers sikkerhed og sundhed. Det er Energistyrelsen, der fastsætter de konkrete regler.
Sundhedsstyrelsen vil følge udviklingen nøje.
Kræftens Bekæmpelse mener ikke, der med den viden, vi har i dag, er grund til bekymring i forhold til 5G-teknologi og kræft.